# Moravec
Moravec (deutsch Morawetz) ist eine Gemeinde mit 552 Einwohnern in Tschechien. Sie liegt 15 km südlich von Nové Město na Moravě in 526 m ü. M. in den Böhmisch-Mährischen Höhen und gehört dem Okres Žďár nad Sázavou an. Durch Moravec führt die Straße von Velké Meziříčí nach Bystřice nad Pernštejnem.

## Geschichte
Erste urkundliche Erwähnungen von Moravec stammen aus dem Jahre 1370. Seit dieser Zeit war der Ort auch der Sitz einer Grundherrschaft, zunächst im Besitz der Herren von Kralic. 1406 erwarben die Staňkov von Olešnice die Herrschaft und kauften Radkov hinzu. Weitere Besitzer waren Gedeon von Olešnice, die Familien von Vahančice, Johann von Pernstein (1487–1548), dessen Sohn Adalbert und Enkel Vratislav von Pernstein (1530–1582), ab 1560 Zdenko Lhotský und 1595 Johann d. Ä. Munk von Eibenschütz. Nach der Schlacht am Weißen Berg wurde dessen Sohn Wilhelm Munk, der auf der Seite der Aufständischen kämpfte, enteignet.
1624 kaufte Johann Jacob Graf Magnis Morawetz und erweiterte seinen Besitz in Mähren noch um die umliegenden Herrschaften Mitrau (Mitrov), Rosna, Mesiborsch (Meziboří), Bukau und Jabloniow (Jabloňov). Bereits 1630 veräußerte Magnis den gesamten Besitz an den lombardischen Kaufmann Johann Baptist Bergamesco. 1756 musste die Familie Bergamesco Morawetz wegen Überschuldung an Franz Josef von Toussaint veräußern. Dessen Sohn Philipp, der sein Leben in Wien verbrachte und dabei sein Geld verprasste, wurde eine unrühmliche Ehre zuteil. Er war der Erste, der in Wien auf Anordnung Kaiser Josephs II. zur Einsparung von Holz in einem groben Leinensack begraben wurde.
Nächste Besitzer von Morawetz waren ab 1792 Karl Freiherr von Seldern ab 1799 Joseph Alexander Graf Maldeghen und danach Anton Friedrich Graf Mitrovsky. Am 17. April 1825 brannte das Schloss nieder und das Feuer erfasste auch die angrenzende Kirche. Der Wiederaufbau erfolgte zweistöckig, der Turm wurde nicht mehr aufgebaut.
Erneut wechselten die Besitzer häufig, zu ihnen gehörten Friedrich Graf von Fünfkirchen, Prinzessin Luise von Baden, deren Tochter Carola, spätere Königin von Sachsen, von 1854 bis 1858 den Besitz verwaltete. 1858 erwarb Gabriel Gudenus das Schloss mit dem zugehörigen großen Park, den Wäldern und Teichen, das 1917 durch Heirat an die Freiherren Nádherny von Borutín auf Adersbach überging.
1907 errichtete der Bäcker Kaspar Dunda ein Sanatorium für Wasserkuren nach dem Vorbild Sebastian Kneipps.

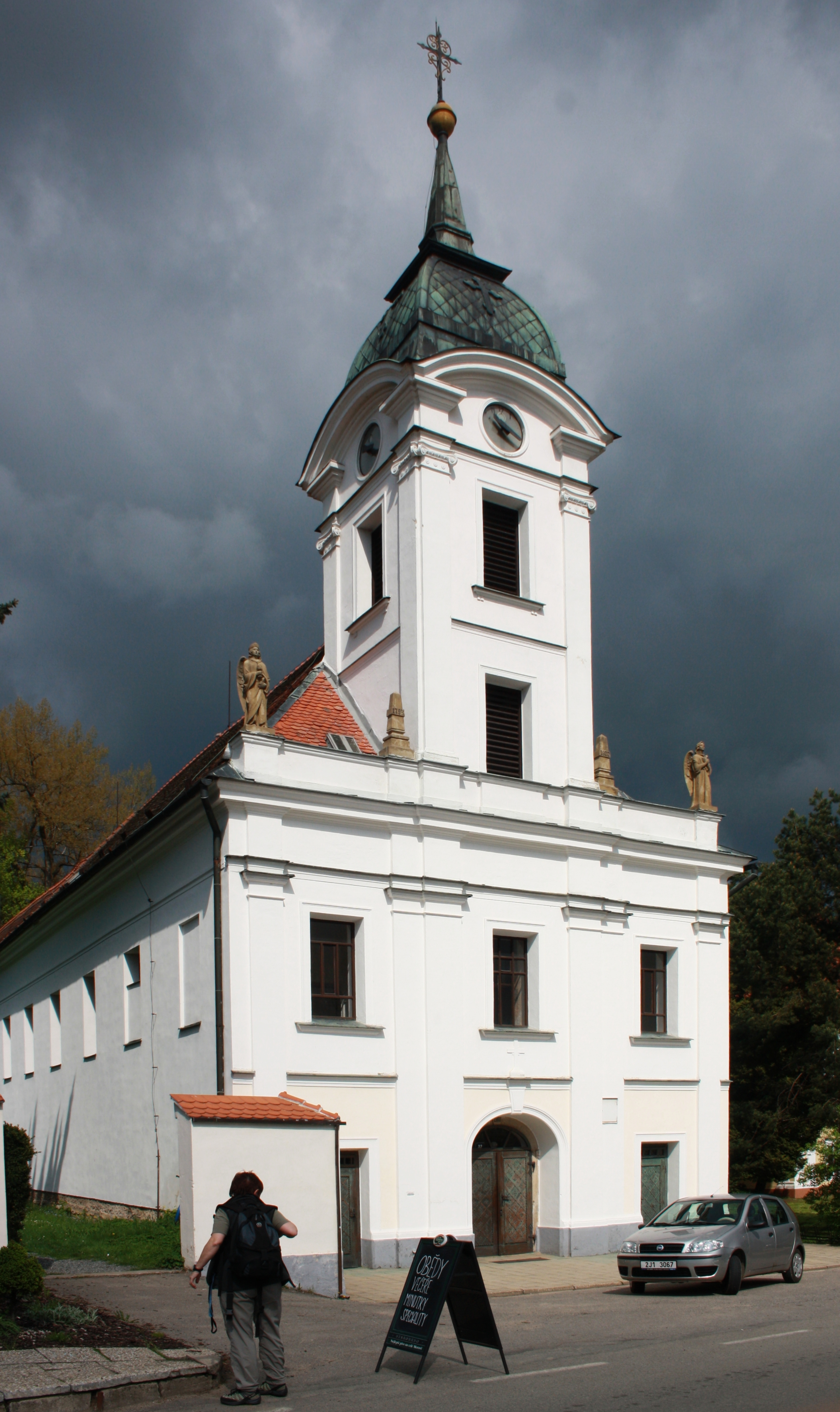
Die Pfarrkirche der Findung und Erhebung des Hl. Kreuzes

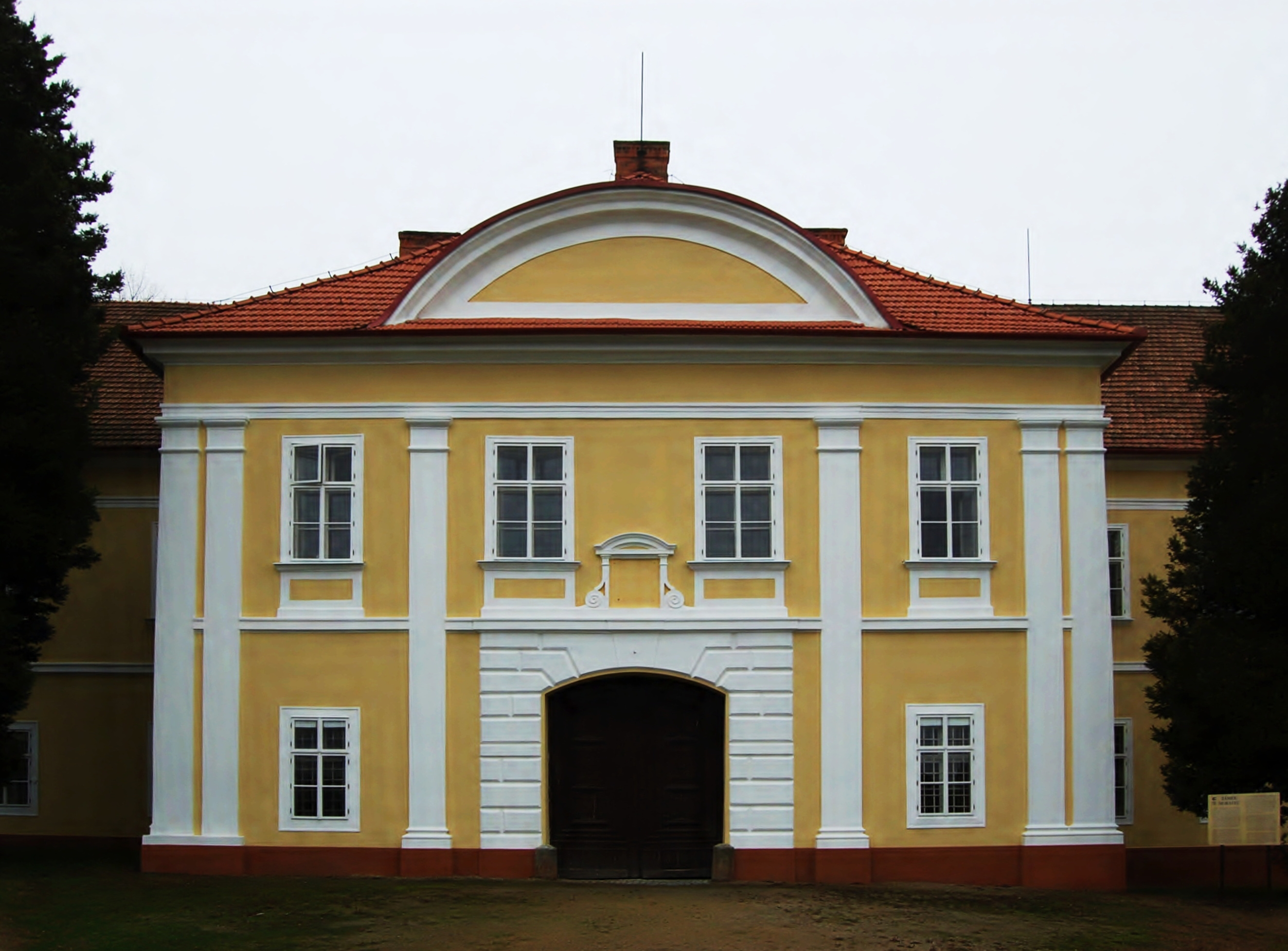
Schloss Moravec

Während der deutschen Besetzung stand Jiří Nádherný im Kontakt mit Personen des Widerstands, insbesondere mit Claus Schenk Graf von Stauffenberg. 1946 wurde Jiří Nádherný als deutscher Besitzer mittels der Beneš-Dekrete enteignet und verfolgt. Er erhielt Zuflucht in Karasín und ging danach ins Exil. Nach der Enteignung entstand im Schloss ein Erholungsheim, von 1947 bis 1949 betrieb darin das Tschechoslowakische Rote Kreuz ein Kindererholungsheim. Zum 1. Oktober 1949 ging das Schloss in Staatsbesitz über und diente bis 1995 verschiedenen sozialen Zwecken. Dabei wurde die Bausubstanz stark vernachlässigt. Seit 1996 nutzt das Mährische Landesmuseum Brünn das Gebäude für Ausstellungen.

## Sehenswürdigkeiten
- Schloss Moravec mit Schlosspark
- Denkmal der Prinzessin Luise, 1879 durch deren Tochter, Königin Carola von Sachsen errichtet
- Die Pfarrkirche der Findung und Erhebung des Hl. Kreuzes wurde 1825 erbaut. Die ursprüngliche Schlosskapelle wurde nach dem Brand von 1825 wiederaufgebaut und erhielt 1890 einen hölzernen Turmanbau.
- Steinkreuz

## Söhne und Töchter der Gemeinde
- Ferdinand Hrdliczka (1860–1942), Fotoindustrieller
- Max Hrdliczka (1865–1958), Holzindustrieller